# Zdeněk Tesař
Zdeněk Tesař (ur. 31 lipca 1964 w Ostrawie) – czeski żużlowiec.

## Życiorys
Dwukrotny srebrny medalista indywidualnych mistrzostw Czechosłowacji (1989, 1990). Złoty medalista indywidualnych mistrzostw Czech (Mšeno 1995). Srebrny medalista drużynowych mistrzostw Czechosłowacji (1990). Srebrny medalista drużynowych mistrzostw Niemieckiej Republiki Demokratycznej (1990). Dwukrotny medalista drużynowych mistrzostw Wielkiej Brytanii: złoty (1999) oraz srebrny (1998).
Dwukrotny finalista indywidualnych mistrzostw świata (Bradford 1990 – XIII miejsce, Wrocław 1992 – XV miejsce). Dwukrotny finalista mistrzostw świata par (Leszno 1989 – VII miejsce, Poznań 1991 – V miejsce). Finalista Drużynowych mistrzostw świata (Pardubice 1990 – IV miejsce). Zdobywca III miejsca w turnieju o "Zlatą Přilbę" (Pardubice 1990).
W lidze brytyjskiej reprezentant klubów z Ipswich (1991–1993), Peterborough (1994–1997, 1999–2002) i Belle Vue (1998). W lidze polskiej startował w barwach klubów Sparta Wrocław (1990, 1996) oraz Unia Leszno (1993–1994).